# Bohemund II.
Bohemund II (1107.–veljača 1130.), knez Antiohije od 1119. do 1130. godine. Sin Bohemunda I. i Konstance Francuske, dolazi iz Apulije u Antiohiju 1126. godine. Antiohija je bila pod upravom Baldvina II., kralja Jeruzalema od 1119. godine, kada je u bitci na Krvavom polju ubijen raniji knez Roger. Ubrzo nakon dolaska u Antiohiju, Bohemund je oženio Alisu, mlađu Baldvinovu kćer. Nakon što se pridružio Baldvinu u napadu na Damask (1129.), u Ciliciji je ubijen od strane muslimanske vojske. Lokalni emir dao je balzamirati njegovu glavu i poslao je kao dar kalifu. Naslijedio ga je Raymond od Poitiersa.